# قشلاق (شازند)
قشلاق (شازند)، روستایی از توابع بخش سربند شهرستان شازند در استان مرکزی ایران است.

## جمعیت
این روستا در دهستان هندودر قرار دارد و براساس سرشماری مرکز آمار ایران در سال ۱۳۸۵، جمعیت آن ۱۳۸ نفر (۲۴خانوار) بوده‌است.